# 小叶滇杨
小叶滇杨（学名：Populus yunnanensis var. microphylla）为杨柳科杨属下的一个变种。

## 扩展阅读
- 維基物種上的相關：小叶滇杨